# Mutismo selettivo
Il mutismo selettivo è un disturbo d'ansia dell'infanzia, della fanciullezza e dell'adolescenza riconosciuto dal DSM-IV (quarta versione del Diagnostic and Statistical Manual of Mental Disorders) e caratterizzato da una persistente incapacità di parlare in certi contesti (per esempio all'asilo o a scuola) nonostante la capacità di parlare in altri contesti sia preservata (per esempio a casa con i genitori). In alcuni casi più gravi il mutismo persiste anche nell'ambiente familiare anche se questi casi sono rari.
Esistono molti centri di diagnosi. Colpisce maggiormente le bambine e si manifesta in genere al momento dell'ingresso alla scuola dell'infanzia o a quella primaria.

## Prospettiva storica
Sin dalle origini della psicologia e della psichiatria si è cercato di differenziare i vari tipi di disturbi comportamentali e di descriverne le caratteristiche. Un importante passo nello studio del comportamento, in particolar modo di quello deviante come il mutismo, è rappresentato dal raggruppamento delle osservazioni in un sistema organizzato. La classificazione ha fornito un processo per l'identificazione dei fenomeni, che possono quindi essere misurati e divulgati alla comunità scientifica. Sfortunatamente, la psicologia e la psichiatria non hanno ancora prodotto una classificazione definitiva che unifichi e trascenda le singole aree specialistiche.
Da oltre un secolo, diversi studiosi si sono dedicati alla ricerca, alla descrizione e al trattamento dei disturbi comportamentali infantili caratterizzati, nelle loro manifestazioni, dall'assenza di linguaggio funzionale se non in talune particolari situazioni e/o con determinate persone. Nel caso del mutismo, gli studiosi hanno spesso usato etichette molto diverse per indicare questo pattern comportamentale o altri pattern molto simili ad esso. Difatti, mentre Moritz Tramer  è comunemente indicato come colui che, nel 1934, introdusse il termine mutismo elettivo nella letteratura clinica, il medico tedesco Adolf Kussmaul  aveva descritto una “aphasia voluntaria”, associata a infermità mentale, già nel 1885. Si tratta solo di alcuni dei termini usati per descrivere il pattern comportamentale in base al quale un bambino non parla in determinate situazioni e/o con determinate persone. La grande maggioranza di questi termini, tuttavia, non si discosta molto dalla definizione originale di Tramer, che indicava, come manifestazione comportamentale, un comportamento anormalmente mutacico, tranne che in presenza di un gruppo di parenti stretti o di coetanei..

## Il mutismo selettivo in psicologia
Il Mutismo Selettivo (MS) è un disturbo raro dell'infanzia, caratterizzato dall'assenza del linguaggio in una o più importanti situazioni sociali (per esempio a scuola), nonostante eloquio, sviluppo e comprensione del linguaggio siano spesso del tutto adeguati. Allo stato attuale non esiste una teoria uniforme ed esaustiva circa l'eziologia, l'assessment e il trattamento del MS. In generale, tuttavia, le scoperte riguardo alla fenomenologia del MS indicano un'eziologia complessa e multidimensionale. La psicopatologia dello sviluppo, pertanto, rappresenta un'utile euristica per la concettualizzazione del MS ed offre una cornice unica per l'organizzazione dei risultati degli studi, talvolta eterogenei, che permeano la letteratura sull'argomento. Sin dalla sua prima comparsa nella letteratura, il MS è stato accompagnato da pregiudizi e atteggiamenti colpevolizzanti, rivolti sia ai genitori, sia al bambino stesso. Ancora oggi nella scuola vi è una sostanziale incomprensione del MS e, di conseguenza, una gestione dei casi spesso inadeguata, se non del tutto controproducente.
Accade così che questi rari bambini o adolescenti silenziosi, che fanno di tutto per passare inosservati, che temono il giudizio altrui al punto da abolire qualsiasi occasione di scambio comunicativo di tipo verbale, si vedano attribuire pensieri, intenzioni e atteggiamenti addirittura opposti rispetto ai propri, senza nemmeno la possibilità di esprimere disappunto per il frainteso.

## La diagnosi tradizionale
I tradizionali orientamenti della psicopatologia hanno sostenuto a lungo una concezione del disturbo mentale come basato su sindromi, alla cui origine poteva essere rintracciato un substrato anatomo-funzionale. Tale riduzionismo biologico ed un ridotto interesse per i fattori psicologici e sociali nello studio dell'eziologia del disturbo hanno limitato per molto tempo la possibilità di una piena comprensione del funzionamento psichico e dei fattori che possono ostacolarlo (Michael Rutter, 2000). «Un simile approccio è risultato tanto più inapplicabile allo studio della psicopatologia infantile, che si caratterizza […] per la grande flessibilità e mutevolezza dei sintomi e del loro significato diagnostico» (Speranza, 1996).

Sebbene le recenti classificazioni diagnostiche si siano aperte ad una visione più complessa e multidimensionale del disturbo psichico, esse sono ancora distanti dal fornire una visione esaustiva della psicopatologia, in particolare per quanto concerne gli aspetti evolutivi e relazionali (Speranza, 1996).
La visione tradizionale del disturbo mentale è stata dunque teorizzata all'interno di concetti riguardanti la natura della malattia (il cosiddetto modello “medico”). In questo contesto, l'individuo che manifesta un comportamento disturbato o deviante è considerato malato e affetto da una malattia che impedisce il suo normale adattamento alla società.
Le moderne classificazioni diagnostiche vengono fatte risalire allo psichiatra tedesco Emil Kraepelin (1856-1926), il quale realizzò un sistema diagnostico che ebbe una grande influenza sulla psichiatria. Le principali caratteristiche del sistema di Kraepelin e il suo approccio alla devianza mentale sono stati ampiamente mantenuti nel tempo. Dell'influenza kraepeliniana risentono infatti tutte le edizioni del Manuale Diagnostico e Statistico dei Disturbi Mentali (DSM), così come gli altri manuali di psicologia anormale e di psichiatria.

## Definizioni nel DSM
Il Manuale Diagnostico Statistico dei Disturbi Mentali è giunto, nel 2000, alla IV edizione con revisione del testo, attualmente in vigore ed espressa con la sigla DSM-IV-TR. Il DSM-V è stato pubblicato negli Stati Uniti nel 2013.
Il primo DSM (I) fu pubblicato nel 1952, con l'intento di fornire classi diagnostiche descrittive che potessero fungere da utile guida nella diagnosi dei disturbi mentali. Il DSM II, pubblicato nel 1968, era simile al DSM I e nessuna delle due pubblicazioni conteneva riferimenti al Mutismo Selettivo. Nel 1980, anno di pubblicazione del DSM III (terza edizione), esso includeva il “Mutismo Elettivo” e un sistema diagnostico più definito. Con il passare del tempo, tuttavia, apparve evidente che il sistema del DSM III conteneva discrepanze e che alcuni dei criteri enunciati erano poco chiari. La American Psychiatric Association, pertanto, assegnò a un gruppo di lavoro la revisione del DSM III, onde apportare correzioni e miglioramenti. Il frutto di questo lavoro portò alla pubblicazione, nel 1987, del DSM III-R (revisionato). L'edizione successiva, il DSM IV (pubblicato nel 1994), fu notevolmente migliorata, grazie all'analisi e all'inclusione di ricerche progressive credibili, al riesame delle scoperte precedenti e alla valutazione di migliaia di soggetti. Questa titanica impresa fu realizzata grazie alla task force sul DSM IV e ai suoi gruppi di lavoro. Il MS, tuttavia, non fu interessato da questo generale perfezionamento del manuale. Il DSM IV-TR è stato pubblicato nel 2000 con l'intento di migliorare i criteri diagnostici dei disturbi mentali, sulla scorta di legittime scoperte. Il contenuto diagnostico relativo al Mutismo Selettivo, rispetto al DSM IV, mostra cambiamenti di modesta entità, ma sostanzialmente positivi. È importante notare che l'intento del DSM è quello di fare il primo passo verso una valutazione completa, arricchita da ulteriori dati delle ricerche. Esso fornisce linee guida per un efficace giudizio clinico e include anche considerazioni di natura etnica e culturale al fine di evitare il più possibile diagnosi errate.

### L'impatto del DSM sulla concettualizzazione e il trattamento
Il DSM, insieme alla Classificazione Internazionale dei Disturbi (ICD-10), è il manuale di classificazione diagnostica psichiatrica più autorevole al mondo. All'inizio degli anni '50, quando fu pubblicato il primo DSM, i trattamenti rivolti a bambini e adolescenti erano contraddistinti dalla tendenza ad attribuire ai genitori la causa dei disturbi del bambino; si pensi, ad esempio, al concetto di madre schizofrenogena per il disturbo di schizofrenia e di madre “frigorifero” per l'autismo (Caffo, 2003). Di conseguenza, anche le caratteristiche del Mutismo Selettivo riportate nel primo DSM ebbero un impatto devastante sulla maggioranza delle famiglie in cerca di aiuto specialistico per i loro figli. Particolarmente preoccupante fu il modo in cui vennero trattati molti alunni con Mutismo Selettivo, in quanto il personale scolastico era influenzato dall'erronea descrizione del disturbo presentata dal DSM, che derivava a sua volta dalla letteratura disponibile. Alcuni genitori furono accusati o sospettati di abuso, altri furono identificati come responsabili del mutismo per aver avuto troppi figli, o non abbastanza, perché lavoravano a tempo pieno, perché non erano stati in grado di stabilire un legame affettivo o, le madri, per non aver allattato al seno il bambino durante la prima infanzia. Ad altri ancora fu detto che i figli tenevano dentro segreti riguardanti una disfunzione familiare, che erano viziati, arrabbiati, in cerca di attenzione, ostinati e via dicendo (Stanley C., 2008). L'effetto domino della diagnosi errata iniziava con le teorie documentate e coinvolgeva, a catena, gli psicologi scolastici, gli insegnanti e l'intero personale scolastico, creando pregiudizi intorno agli alunni con Mutismo Selettivo. Tutto ciò provocò classificazioni inadeguate e il trattamento con la terapia logopedica, con i programmi per i Disturbi Emotivi o per i Disturbi Specifici di Apprendimento e via dicendo. Alcuni alunni furono rimproverati, ridicolizzati o fu loro impedito di frequentare le attività extracurricolari a causa del loro “rifiuto di parlare”, mentre altri furono semplicemente ignorati, in quanto non erano di disturbo alla classe. Nonostante alcuni specialisti avessero intuito e riconosciuto la componente di ansia sociale del MS, la colpa del silenzio dei figli veniva generalmente attribuita soprattutto ai genitori. Essi furono incolpati e si sentirono colpevoli di qualcosa che essi stessi non comprendevano. Molti riferirono di aver sofferto a loro volta di mutismo, tuttavia si sentivano confusi dalle teorie e non avevano ancora a disposizione studi credibili pubblicati che consentissero loro di difendere se stessi e i loro figli. Oggi, grazie alla ricerca e alla partecipazione di associazioni costituite da genitori di bambini con MS, come ad esempio la Selective Mutism Foundation, Inc., si spera di poter influenzare positivamente i criteri del Mutismo Selettivo che verranno inseriti nel prossimo DSM.